# Parkville, New South Wales
Parkville är en ort i Australien. Den ligger i kommunen Upper Hunter Shire och delstaten New South Wales, i den sydöstra delen av landet, omkring 210 kilometer norr om delstatshuvudstaden Sydney. Antalet invånare är 718.
Runt Parkville är det mycket glesbefolkat, med 2 invånare per kvadratkilometer.. Parkville är det största samhället i trakten. 
I omgivningarna runt Parkville växer huvudsakligen savannskog. Genomsnittlig årsnederbörd är 939 millimeter. Den regnigaste månaden är februari, med i genomsnitt 184 mm nederbörd, och den torraste är oktober, med 22 mm nederbörd.